# Куланутпес
Куланутпе́с (каз. Құланөтпес) — село у складі Нуринського району Карагандинської області Казахстану. Адміністративний центр Куланутпеського сільського округу.
Населення — 208 осіб (2021; 236 у 2009, 446 у 1999, 636 у 1989).
Національний склад станом на 1989 рік:
- казахи — 100 %.